# Gleicherwiesen
Gleicherwiesen in Thüringen ist ein Ortsteil der Stadt Römhild im Landkreis Hildburghausen in Thüringen und wie das Nachbardorf Gleichamberg ein Haufendorf. Die Einwohnerzahl schwankt um 350. Es wird vom Fluss Milz im Norden, vom Hexenberg im Süden und den Ausläufern des Kuhberges und des Leithenberges im Osten und Westen begrenzt.

## Geschichte
Die Siedlung wurde 1100 erstmals unter dem Namen „Glychon“ erwähnt und zählt damit zu den älteren des Landes. Sie teilte sich im Jahre 1182 in „Glychon an der Wysen“ und „Glychon am Berg“, dem heutigen Gleichamberg. Der Ort war Lehen des Hochstifts Würzburg.
1743 ist Gleicherwiesen durch kaiserliche Verleihung in den Rang eines Marktfleckens mit vier Vieh- und Jahrmärkten erhoben worden. Dass hier der Handel florierte, lässt der jüdische Friedhof erahnen. Im Jahr 1808 einigten sich das Herzogtum Sachsen-Meiningen und das Großherzogtum Würzburg auf einen Gebietstausch: die sächsischen Lehen Filke, Neustädtles, Sands, Völkershausen und Willmars kamen an Würzburg, die Würzburger Lehen Berkach, Gleicherwiesen und Nordheim/Grabfeld gingen wie die gemischten Lehen Bibra und Walldorf an Sachsen-Meiningen.
Vor dem Ersten Weltkrieg gehörte rund ein Drittel der damaligen Bevölkerung dem jüdischen Glauben an. In der Pogromnacht 1938 zerstörte ein Überfallkommando der SS aus Hildburghausen die Synagoge des Ortes, ab 1942 erfolgten die Deportationen der noch verbliebenen Juden in die Vernichtungslager. Am 10. April 1945, kurz vor dem Ende des Zweiten Weltkriegs, kam es beim Ort noch zu Kämpfen zwischen dem 2. US-Kavallerieregiment (das auf dem Weg nach Bayreuth war und es 3 Tage später auch erreichte) und der Waffen-SS.
Am 23. März 1993 wurde der Ort in die Gemeinde Gleichamberg eingegliedert, 2012 in die Stadt Römhild.

## Kultur

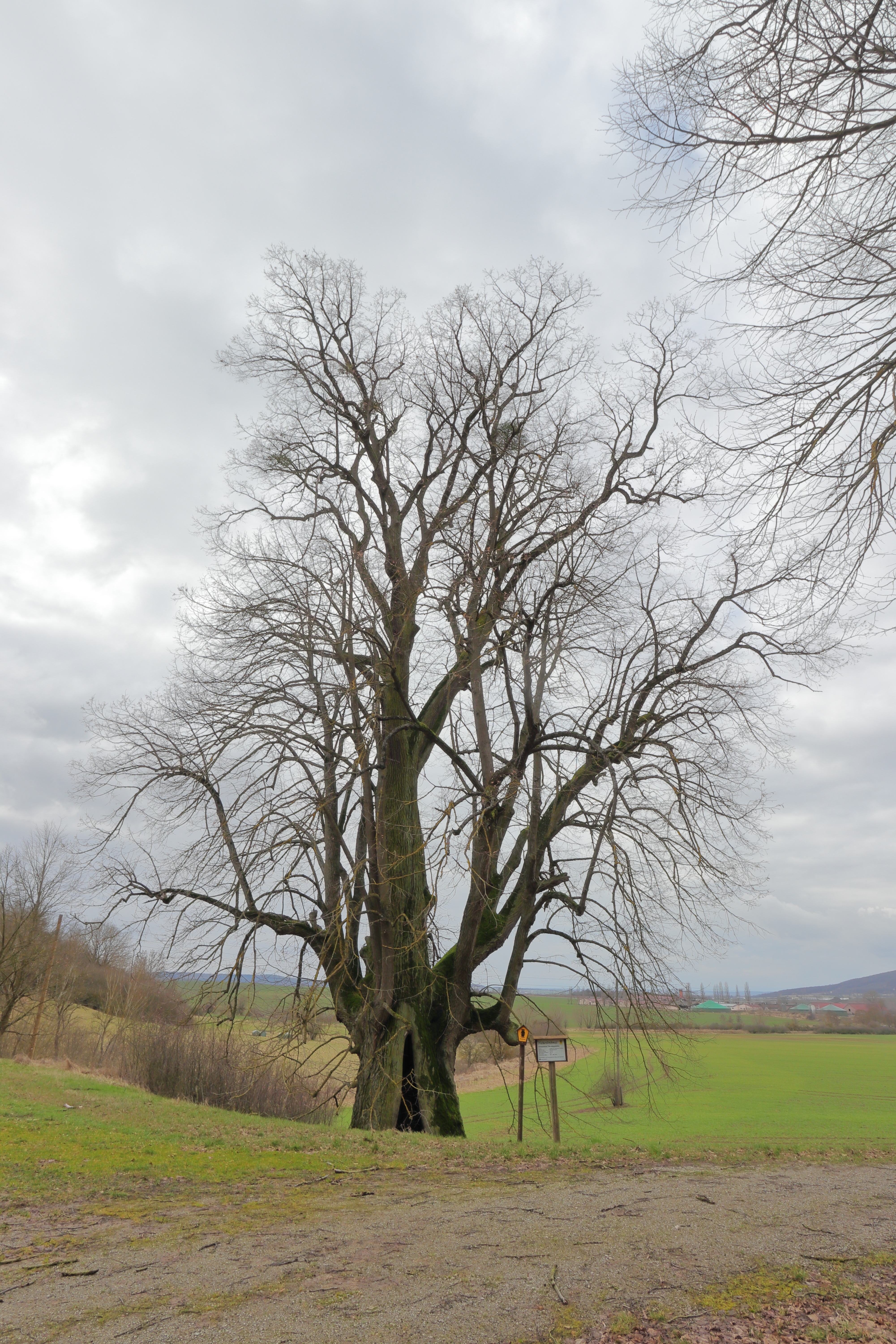
Naturdenkmal Linde am jüdischen Friedhof

### Sehenswürdigkeiten
Die Kirche St. Nikolaus, die etwa im Dorfmittelpunkt steht, wurde, bis auf den Turm, im Jahre 1843 im gotischen Stil neu erbaut.
Der von 1846 bis 1940 genutzte Jüdische Friedhof erinnert an die jüdische Gemeinde des Ortes.
Die als Naturdenkmal ausgewiesene, etwa 500 Jahre alte Linde am jüdischen Friedhof wies 2016 einen Brusthöhenumfang von 7,55 m auf. Am Neujahrstag 2025 brannte der Baum infolge von Brandstiftung mit Feuerwerkskörpern aus.

### Veranstaltungen
Zu den wichtigsten Veranstaltungen im Ort zählt, wie auch bei den anderen Dörfern der Region, die Kirmes. Sie kann zwar nicht mit einer vergleichbar großen Anzahl von Darstellern wie z. B. in Gleichamberg aufwarten, hat dafür aber eine besondere Tradition. Sie ist die einzige Kirmes, auf der das „Hahnenschlagen“ vollführt wird. Einige Mitglieder der Partei Die Grünen wollten Anfang der 1990er Jahre dieses in ihren Augen brutale Ritual verbieten lassen. Da es in Gleicherwiesen ein lang gehegter Brauch und in Deutschland einmalig ist, konnten sie sich gerichtlich nicht durchsetzen.

## Persönlichkeiten
- Willi Lindörfer (1904–1968), deutscher Geigenbauer